# Polynema mendeleefi
Polynema mendeleefi är en stekelart som beskrevs av Girault 1913. Polynema mendeleefi ingår i släktet Polynema och familjen dvärgsteklar. Inga underarter finns listade i Catalogue of Life.